# Panamerikanische Fußballmeisterschaft 1956
Die zweite Panamerikanische Fußballmeisterschaft wurde vom 26. Februar bis 18. März 1956 in Mexiko-Stadt ausgetragen. 
Brasilien, dass das Turnier gewann, wurde durch eine Auswahl des Bundesstaates Rio Grande do Sul vertreten und bestand daher ausschließlich aus Spielern von SC Internacional und Grêmio FBPA, beide aus Porto Alegre. Am zweiten Spieltag standen sich Brasilien und Peru gegenüber. Brasilien führte mit 1:0, aber die Peruaner dominierten in der zweiten Halbzeit. Der brasilianische Masseur Moura war nach einer Behandlung noch auf dem Feld, als sich ein Peruaner gefährlich dem brasilianischen Tor näherte. Moura warf dem heranstürmenden Félix Castilho sein Behandlungsköfferchen von der Torauslinie aus in die Beine. Dieser fiel daraufhin um. Anschließend gab es einige hässliche Szenen mit Faustschlägen und dergleichen. Bei der Spielunterbrechung wurde Moura des Feldes verwiesen. Danach hatten die Peruaner ihr Momentum verloren und das Ergebnis stand.

## Spielergebnisse
| Pl.                                              | Land         | Sp. | S | U | N | Tore    | Diff. | Punkte |
| ------------------------------------------------ | ------------ | --- | - | - | - | ------- | ----- | ------ |
| 1.                                               | Brasilien    | 5   | 4 | 1 | 0 | 014:500 | +9    | 09     |
| 2.                                               | Argentinien  | 5   | 2 | 3 | 0 | 009:500 | +4    | 07     |
| 3.                                               | Costa Rica * | 5   | 2 | 1 | 2 | 011:150 | −4    | 05     |
| 4.                                               | Peru         | 5   | 1 | 2 | 2 | 006:700 | −1    | 04     |
| 5.                                               | Mexiko       | 5   | 1 | 2 | 2 | 004:600 | −2    | 04     |
| 6.                                               | Chile        | 5   | 0 | 1 | 4 | 005:110 | −6    | 01     |
| * Gewinner der Mittelamerika-Meisterschaft 1955. |              |     |   |   |   |         |       |        |

|                                  |   |             |     |
| 26. Februar 1956 in Mexiko-Stadt |   |             |     |
| Mexiko                           | – | Costa Rica  | 1:1 |
| 28. Februar 1956 in Mexiko-Stadt |   |             |     |
| Argentinien                      | – | Peru        | 0:0 |
| 1. März 1956 in Mexiko-Stadt     |   |             |     |
| Brasilien                        | – | Chile       | 2:1 |
| 4. März 1956 in Mexiko-Stadt     |   |             |     |
| Mexiko                           | – | Peru        | 0:2 |
| 6. März 1956 in Mexiko-Stadt     |   |             |     |
| Argentinien                      | – | Costa Rica  | 4:3 |
| Brasilien                        | – | Peru        | 1:0 |
| 8. März 1956 in Mexiko-Stadt     |   |             |     |
| Costa Rica                       | – | Chile       | 2:1 |
| Brasilien                        | – | Mexiko      | 2:1 |
| 11. März 1956 in Mexiko-Stadt    |   |             |     |
| Argentinien                      | – | Chile       | 3:0 |
| 13. März 1956 in Mexiko-Stadt    |   |             |     |
| Brasilien                        | – | Costa Rica  | 7:1 |
| Mexiko                           | – | Argentinien | 0:0 |
| 15. März 1956 in Mexiko-Stadt    |   |             |     |
| Peru                             | – | Chile       | 2:2 |
| 17. März 1956 in Mexiko-Stadt    |   |             |     |
| Costa Rica                       | – | Peru        | 4:2 |
| 18. März 1956 in Mexiko-Stadt    |   |             |     |
| Mexiko                           | – | Chile       | 2:1 |
| Brasilien                        | – | Argentinien | 2:2 |